# Wereldkampioenschappen zwemmen 2019 – 4×200 meter vrije slag mannen
De 4×200 meter vrije slag voor mannen op de wereldkampioenschappen zwemmen 2019 in Gwangju vond plaats op 26 juli 2019. Na afloop van de series kwalificeren de acht snelste ploegen zich voor de finale. Australië won de finale, voor Rusland en de Verenigde Staten.

## Records
Voorafgaand aan het toernooi waren dit het wereldrecord en het kampioenschapsrecord
| Wereldrecord         | Verenigde Staten Michael Phelps Ricky Berens David Walters Ryan Lochte | 6.58,55 | Rome | 31 juli 2009 |
| Kampioenschapsrecord | Verenigde Staten Michael Phelps Ricky Berens David Walters Ryan Lochte | 6.58,55 | Rome | 31 juli 2009 |

## Uitslagen

### Series
| Rang | Serie | Baan | Namen               | Land | Tijd    | Bijz. |
| ---- | ----- | ---- | ------------------- | --- | ------- | ----- |
| 1    | 3     | 6    | Italië              | Filippo Megli (1:46.79) Matteo Ciampi (1:46.42) Stefano Ballo (1:45.66) Stefano Di Cola (1:46.10)               | 7:04.97 | Q     |
| 2    | 2     | 3    | Rusland             | Aleksandr Krasnych (1:46.58) Michail Dovgaljoek (1:46.28) Ivan Girev (1:47.01) Michail Vekovisjtsjev (1:45.41)  | 7:05.28 | Q     |
| 3    | 3     | 4    | Verenigde Staten    | Andrew Seliskar (1:45.71) Jack Conger (1:47.99) Jack LeVant (1:47.57) Zach Apple (1:45.59)                      | 7:06.86 | Q     |
| 4    | 2     | 4    | Australië           | Alexander Graham (1:46.41) Jack McLoughlin (1:46.80) Thomas Fraser-Holmes (1:47.20) Mack Horton (1:46.56)       | 7:06.97 | Q     |
| 5    | 3     | 3    | China               | Ji Xinjie (1:46.26) Wang Shun (1:47.40) Sun Yang (1:46.08) Xu Jiayu (1:47.31)                                   | 7:07.05 | Q     |
| 6    | 3     | 2    | Brazilië            | Luiz Altamir Melo (1:47.51) Fernando Scheffer (1:45.94) João de Lucca (1:47.64) Breno Correia (1:46.03)         | 7:07.12 | Q     |
| 7    | 2     | 5    | Verenigd Koninkrijk | Thomas Dean (1:47.34) Calum Jarvis (1:45.94) Max Litchfield (1:48.20) Cameron Kurle (1:46.97)                   | 7:08.45 | Q     |
| 7    | 2     | 6    | Duitsland           | Poul Zellmann (1:48.29) Rafael Miroslaw (1:46.89) Jacob Heidtmann (1:45.78) Damian Wierling (1:47.49)           | 7:08.45 | Q     |
| 9    | 3     | 5    | Japan               | Kotaro Takahashi (1:48.18) Katsuhiro Matsumoto (1:45.31) Keisuke Yoshida (1:47.72) Daiya Seto (1:48.02)         | 7:09.23 |       |
| 10   | 3     | 1    | Israël              | Denis Loktev (1:48.55) Daniel Namir (1:47.96) Tomer Frankel (1:47.95) Gal Cohen Groumi (1:47.53)                | 7:11.99 |       |
| 11   | 2     | 9    | Polen               | Jan Świtkowski (1:48.20) Jan Holub (1:48.51) Jakub Kraska (1:47.30) Kacper Majchrzak (1:48.00)                  | 7:12.01 |       |
| 12   | 2     | 8    | Zwitserland         | Antonio Djakovic (1:47.62) Nils Liess (1:47.28) Aleksi Schmid (1:48.22) Jérémy Desplanches (1:48.96)            | 7:12.08 |       |
| 13   | 3     | 8    | België              | Louis Croenen (1:48.26) Alexandre Marcourt (1:48.33) Thomas Thijs (1:49.48) Sebastien De Meulemeester (1:46.92) | 7:12.99 |       |
| 14   | 1     | 5    | Nieuw-Zeeland       | Lewis Clareburt (1:47.97) Matthew Stanley (1:48.10) Daniel Hunter (1:48.88) Zac Reid (1:48.11)                  | 7:13.06 |       |
| 15   | 2     | 1    | Hongarije           | Dominik Kozma (1:46.33) Péter Bernek (1:48.98) Ákos Kalmár (1:51.41) Nándor Németh (1:46.92)                    | 7:13.64 |       |
| 16   | 1     | 4    | Ierland             | Jack McMillan (1:48.00) Robert Powell (1:48.84) Jordan Sloan (1:47.84) Brendan Hyland (1:49.23)                 | 7:13.91 |       |
| 17   | 2     | 2    | Canada              | Markus Thormeyer (1:48.37) Alexander Pratt (1:49.45) Jeremy Bagshaw (1:48.07) Carson Olafson (1:48.12)          | 7:14.01 |       |
| 18   | 2     | 7    | Zuid-Korea          | Lee Yoo-yeon (1:48.30) Jang Dong-hyeok (1:49.13) Hwang Sun-woo (1:49.78) Lee Ho-joon (1:47.84)                  | 7:15.05 |       |
| 19   | 1     | 3    | Servië              | Velimir Stjepanović (1:47.79) Aleksa Bobar (1:49.43) Vuk Čelić (1:48.79) Andrej Barna (1:49.30)                 | 7:15.31 |       |
| 20   | 2     | 0    | Portugal            | Miguel Nascimento (1:48.00) Alexis Santos (1:47.68) Tomás Veloso (1:49.83) Diogo Carvalho (1:52.41)             | 7:17.92 |       |
| 21   | 3     | 7    | Singapore           | Quah Zheng Wen (1:48.29) Darren Chua Yi Shou (1:48.69) Jonathan Tan Eu Jin (1:50.19) Glen Lim Jun Wei (1:50.95) | 7:18.12 |       |
| 22   | 3     | 0    | Chinees Taipei      | Wang Hao (1:51.61) Wang Kuan-hung (1:51.68) An Ting-yao (1:51.21) Wang Hsing-hao (1:49.28)                      | 7:23.78 |       |
| 23   | 3     | 9    | Egypte              | | DNS     |       |

### Finale
| Rang   | Baan | Namen | Land                | Tijd    | Bijz. |
| ------ | ---- | --- | ------------------- | ------- | ----- |
| Goud   | 6    | Clyde Lewis (1.45,58) Kyle Chalmers (1.45,37) Alexander Graham (1.45,05) Mack Horton (1.44,85)                       | Australië           | 7.00,85 |       |
| Zilver | 5    | Michail Dovgaljoek (1.45,56) Michail Vekovisjtsjev (1.45,45) Aleksandr Krasnych (1.45,38) Martin Maljoetin (1:45.42) | Rusland             | 7.01,81 |       |
| Brons  | 3    | Andrew Seliskar (1.45,81) Blake Pieroni (1.44,98) Zach Apple (1.46,03) Townley Haas (1.45,16)                        | Verenigde Staten    | 7.01,98 |       |
| 4      | 4    | Filippo Megli (1.45,86) Gabriele Detti (1.45,30) Stefano Ballo (1.45,27) Stefano Di Cola (1.45,58)                   | Italië              | 7.02,01 |       |
| 5      | 1    | Duncan Scott (1.44,91) Calum Jarvis (1.45,58) Thomas Dean (1.46,10) James Guy (1.45,45)                              | Verenigd Koninkrijk | 7.02,04 |       |
| 6      | 2    | Ji Xinjie (1.45,48) Wang Shun (1.46,17) Xu Jiayu (1.48,13) Sun Yang (1.44,96)                                        | China               | 7.04,74 |       |
| 7      | 7    | Luiz Altamir Melo (1.47,72) Fernando Scheffer (1.45,97) João de Lucca (1.47,11) Breno Correia (1.46,84)              | Brazilië            | 7.07,64 |       |
| 8      | 8    | Poul Zellmann (1.47,19) Rafael Miroslaw (1.47,20) Jacob Heidtmann (1.46,16) Damian Wierling (1.47,10)                | Duitsland           | 7.07,65 |       |